# Campeonato Mundial de Ciclismo em Pista de 1974
O LXXI Campeonato Mundial de Ciclismo em Pista celebrou-se em Montreal (Canadá) entre 14 e 20 de agosto de 1974 baixo a organização da União Ciclista Internacional (UCI) e a Federação Canadiana de Ciclismo.
As competições realizaram-se no velódromo da Universidade de Montreal. Ao todo disputaram-se 11 provas, 10 masculinas (3 profissionais e 6 amador) e 2 femininas.

## Medalhistas

### Masculino profissional
| Evento                 | Ouro                         | Prata                      | Bronze                       |
| ---------------------- | ---------------------------- | -------------------------- | ---------------------------- |
| Velocidade individual  | Peder Pedersen · Dinamarca   | John Nicholson · Austrália | Robert Van Lancker · Bélgica |
| Perseguição individual | Roy Schuiten · Países Baixos | Ferdinand Bracke · Bélgica | René Pijnen · Países Baixos  |
| Médio fundo            | Cees Stam · Países Baixos    | Theo Verschueren · Bélgica | Attilio Benfatto · Itália    |

### Masculinoamador
| Evento                  | Ouro                                                                                 | Prata                                                                                      | Bronze                                                                    |
| ----------------------- | ------------------------------------------------------------------------------------ | ------------------------------------------------------------------------------------------ | ------------------------------------------------------------------------- |
| Velocidade individual   | Anton Tkáč · Tchecoslováquia                                                         | Serguei Kravtsov · União Soviética                                                         | Giorgio Rossi · Itália                                                    |
| Perseguição individual  | Hans Lutz · Alemanha Ocidental                                                       | Orfeo Pizzoferrato · Itália                                                                | Thomas Huschke · Alemanha Oriental                                        |
| Perseguição por equipas | Alemanha Ocidental · Günther Schumacher · Peter Vonhof · Hans Lutz · Dietrich Thurau | Alemanha Oriental · Heinz Richter · Thomas Huschke · Uwe Unterwalder · Klaus-Jürgen Grünke | Tchecoslováquia · Pavel Doležo · Petr Kocek · Michal Klasa · Milan Puzrla |
| 1 km contrarrelógio     | Eduard Rapp · União Soviética                                                        | Ferruccio Ferro · Itália                                                                   | Janusz Kierzkowski · Polónia                                              |
| Médio fundo             | Jean Breuer · Alemanha Ocidental                                                     | Martin Venix · Países Baixos                                                               | Miquel Espinós Espanha                                                    |
| Tándem                  | Tchecoslováquia · Vladimír Vaičkář · Miroslav Vymazal                                | União Soviética · Viktor Kopylov · Vladimir Semenets                                       | Polónia · Benedykt Kocot · Andrzej Bek                                    |

### Feminino
| Evento                 | Ouro                                  | Prata                                | Bronze                            |
| ---------------------- | ------------------------------------- | ------------------------------------ | --------------------------------- |
| Velocidade individual  | Tamara Pilshchikova · União Soviética | Sue Novara · Estados Unidos          | Galina Tsariova · União Soviética |
| Perseguição individual | Tamara Garkushina · União Soviética   | Valentina Smirnova · União Soviética | Cornelia Hage · Países Baixos     |

## Medalheiro
| #  | País               | Medalha de ouro | Medalha de prata | Medalha de bronze | Total |
| -- | ------------------ | --------------- | ---------------- | ----------------- | ----- |
| 1  | União Soviética    | 3               | 3                | 1                 | 7     |
| 2  | Alemanha Ocidental | 3               | 0                | 0                 | 3     |
| 3  | Países Baixos      | 2               | 1                | 2                 | 5     |
| 4  | Tchecoslováquia    | 2               | 0                | 1                 | 3     |
| 5  | Dinamarca          | 1               | 0                | 0                 | 1     |
| 6  | Itália             | 0               | 2                | 2                 | 4     |
| 7  | Bélgica            | 0               | 2                | 1                 | 3     |
| 8  | Alemanha Oriental  | 0               | 1                | 1                 | 2     |
| 9  | Austrália          | 0               | 1                | 0                 | 1     |
| 9  | Estados Unidos     | 0               | 1                | 0                 | 1     |
| 11 | Polónia            | 0               | 0                | 2                 | 2     |
| 12 | Espanha            | 0               | 0                | 1                 | 1     |
|    | TOTAL              | 11              | 11               | 11                | 33    |